# Zbigniew Bąk
Zbigniew Bąk Młodszy herbu Zadora (zm. przed 22 grudnia 1472) – dyplomata, kasztelan małogoski (1462-1467), kasztelan rozprzański (1469-1472), dworzanin i zaufany królów, wieloktorny poseł w trudnych misjach dyplomatycznych. W uznaniu zasług w wyprawie przeciwko Turkom król Władysław III Warneńczyk nakazał w 1443 wyróżnić go wraz z najwaleczniejszymi rycerzami polskimi i węgierskimi, uwieczniając jego herb rodowy w katedrze w Budzie.

## Życiorys
W opinii Adama Bonieckiego był przedstawicielem rodu Bąków, którego przodkowie pochodzili z Wysokiej (Bąkowej Góry) i Grodkowic. Zbigniew był synem Zbigniewa Bąka Starszego (zm. 1433), podkomorzego sieradzkiego (od 1410), kasztelana rozprzańskiego, marszałka nadwornego króla 1399-1409. Oswald Balzer podaje, iż posiadał brata Henryka z Góry, od 1454 studenta Uniwersytetu Jagiellońskiego, autora traktatu łacińskiego przeciwko Zakonowi krzyżackiemu pt. Tractatulus contra crucuferos, Regni Poloniae invasores, , jednego z pierwszych zabytków polskiej literatury politycznej XV w.. Niektóre źródła podają, iż Henryk był synem Zbigniewa Bąka Młodszego.
Zbigniew Zbigniewowic został przeznaczony do kariery świeckiej. O jego wykształceniu nic nie wiemy. Zapewne, jak inni synowie możnowładców, kształcił się w rycerskim rzemiośle. Brał udział w wyprawie przeciwko Turcji w roku 1443. W bitwie pod Warną już nie uczestniczył. Brał udział w wojnie trzynastoletniej z Krzyżakami. Podjął rokowania z załogą Chojnic, ale nie udało mu się doprowadzić do zajęcia miasta. Od wielkiego mistrza Ludwiga von Erlichshausena uzyskał glejty dla Jana Bażyńskiego reprezantującego stany pruskie. Za oddane królowi Kazimierzowi Jagiellończykowi usługi otrzymał w roku 1462 kasztelanię małogoską. Powrócił do służby w dyplomacji.
W roku 1465 posłował do króla czeskiego Jerzego z Podiebradów w związku ze sporem o ziemię rawską, gostymińską i bełską, po zmarłych książętach mazowieckich, między królem polskim a Konradem IX Czarnym, księciem oleśnickim i kozietulskim. 
Latem 1466 roku brał udział w ostatniej już podczas wojny trzynastoletniej wyprawie przeciwko Krzyżakom. Pieczęć Zbigniewa Bąka znajduje się wśród 114 pieczęci na akcie II pokoju toruńskiego z datą 19 października 1466 roku. Posłował do Pragi aby wyjaśnić przyczyny zbójnickiego splądrowania Częstochowy przez Ścibora Towaczowskiego z Czimburka. Po powrocie otrzymał urząd kasztelana rozpierskiego. Ostatnią misją dyplomatyczną było poselstwo na dwór Fryderyka II, elektora brandenburskiego. Chodziło o sukcesję szczecińską, o która z elektorem brandenburskim konkurowała Zofia, żona księcia słupskiego Eryka II (jedyne w historii dynastii małżeństwo dwojga Gryfitów). Misja ta zakończyła się zawarciem rozejmu. Po wykonaniu misji wrócił do kasztelanii rozpierskiej, która po latach znowu wróciła do Zadorów (po śmierci Hinczki z Rogowa  kasztelanem rozpierskim został jego ojciec też Zbigniew i tym samym znalazł się w Radzie Koronnej). Ostatnia wzmianka o Zbigniewie Bąku, jako o osobie żyjącej, pochodzi z 30 maja 1469 roku. 
Około 1450-1454 poślubił Małgorzatę z Bnina herbu Łodzia, córkę kasztelana gnieźnieńskiego Piotra i jego drugiej żony Elżbiety z Gułtów herbu Grzymała (stryjeczna siostra biskupa poznańskiego Andrzeja). Z małżeństwa tego pozostały dwie córki: Zuzanna i Małgorzata.